# インドネシア正義団結党
インドネシア正義団結党/インドネシア正団党/尼正団党（インドネシア語:Partai Keadilan dan Persatuan Indonesia/PKP Indonesia/PKPI）とは、インドネシアの政党。1999年1月15日結党。党是は、マルクス・レーニン主義。現代インドネシアにおける事実上の共産党である。

## 概要
インドネシアでは、1965年の9月30日事件以降インドネシア共産党が非合法化され、長年反共主義を国是に開発独裁のスハルトによる体制が続いた。
しかし、スハルト体制は1998年5月21日に国民の不満がピークに達し、終焉。インドネシアは民主化された。
そんな折にゴルカルから分離して結党されたのが、このインドネシア正義団結党である。

## 政策
パンチャシラならびに「1945年憲法」に対するゴルカルの態度がインドネシアの統一を妨げていると主張している。
また、国際通貨基金に代表されるグローバリゼーションおよび、企業の民営化に反対する立場を取っている。

## 党勢
1999年の選挙では4議席を獲得した者ものの、2004年の選挙では1議席に減少。2009年の選挙では全議席を失う。
2014年に行われた選挙にも政党登録し、選挙に臨んだが議席獲得ならず。党勢拡大は厳しい状態である。